# Wohnhaus Hauptstraße 63
Das Wohnhaus Hauptstraße 63, auch Amtmann-Schroeter-Haus, in der niedersächsischen Gemeinde Lilienthal im Landkreis Osterholz stammt vom Ende des 18. Jahrhunderts. Aktuell (2025) wird es für soziale Dienste und Seniorenberatung genutzt.
Das Gebäude steht unter Denkmalschutz (siehe auch Liste der Baudenkmale in Lilienthal).

## Geschichte und Beschreibung
Lilienthal geht auf die Gründung des Klosters Lilienthal im 13. Jahrhundert zurück.
Das eingeschossige giebelständige Gebäude in Fachwerk mit weißgeschlämmten Steinausfachungen und ziegelgedecktem Krüppelwalmdach mit Schleppgauben wurde 1791 (Inschrift) als Hofhaus des Klosters Lilienthal gebaut. 1806 erwarb im Zuge der Säkularisierung der Oberamtmann, Justizrat und Astronom Johann Hieronymus Schroeter (1745–1816) das Haus.
Schroeter wohnte hier bis 1816. Wilhelm Otten, Vorsitzenden des Seniorenbeirates in Lilienthal, initiierte hier ein Haus der Begegnung für Senioren. Ottonie Möhlenbrock war in den 1990er Jahren die Stifterin des Hauses, als Stiftung Amtmann-Schroeter-Haus für soziale Dienste und Seniorenberatung. Hier ist auch der Sitz des Senioren- und Pflegestützpunktes Niedersachsen im Landkreis Osterholz.
Das Landesdenkmalamt befand u. a.: „… eine Außenwirtschaftsstelle des ehemaligen Klosters Lilienthal ….“